# شعب مانوسيلا
```
شعب مانوسيلا
 أو 
الواهاي
 مجموعة من الأفراد أو الأقوام يبلغ عددهم أكثر من 10000 نسمة ويتمركزون في جبال مانوسيلا في شمال 
سيرام
، 
مالوكو
 في 
إندونيسيا
. عُثر عليهم على طول 
خليج تيلوتي
 في جنوب سيرام،
[
2
]
 مما يوحي باسم قبيلتهم.
[
3
]
```

## الديانة
تتبع مانوسيلا العقيدة التوفيقية في ناوروس. الديانة النوروسية هي مزيج من الهندوسية والروحانية، ولكن في السنوات الأخيرة تبنوا أيضًا بعض المبادئ البروتستانتية. تبنى عدد قليل من سكان مانوسيلا المذهب البروتستانتي. لا يُعرف كثيرا عن ديانتهم باستثناء أن ديانتهم قد تتضمن عبادة آلهة هندوسية ووثنية، مع تأثير قادم من مينداناو (ثاني أكبر جزيرة في الفلبين تقع في جنوب الدولة) خلال الفترات المبكرة، ويتضح وجود الهندوسية من حقيقة أن علماء الآثار وجدوا العديد من تماثيل الآلهة الهندوسية في مينداناو. كانت قبيلة نواولو، التي عاشت في 10 قرى شمال غرب مانوسيلا، مشابهة لقبيلة مانوسيلا في اللغة، وكان عدد سكانها 400 شخص، وتتبع ديانة الناوروس أيضًا، لكنها كانت أقل تأثر بالبروتستانتية. ويمارس شعب نواولو أيضًا ديانة الناووس. يرتدي شعب مانوسيلا، الذي يُعتقد خطأً أنه شعب نواولو، قطعة قماش حمراء تقليدية على رؤوسهم تمامًا مثل شعب نواولو.